# تیناتین آساتیانی
تیناتین (تینا) لیوانی آساتیانی (ارمنی: Թինաթին (Թինա) Լևանի Ասաթիանի؛ گرجی: თინა ასათიანი انگلیسی: Tinatin Asatiani؛ زادهٔ ۱۲ مارس ۱۹۱۸ - درگذشته ۲۰ ژوئیهٔ ۲۰۱۱) فیزیک‌دان اهل ارمنستان بود.

## زندگی‌نامه
وی در ۱۲ مارس ۱۹۱۸ در تفلیس به دنیا آمد و از دانشگاه دولتی تفلیس فارغ‌التحصیل گشت. وی عضو فرهنگستان ملی علوم ارمنستان بود. وی همچنین برنده جوایزی همچون دانشمند شایسته ارمنستان شوروی ()، جایزه لنین (۱۹۷۰)، شهروند افتخاری تفلیس، جایزه سوروس (۱۹۷۴) شد. وی در ۲۰ ژوئیهٔ ۲۰۱۱ در سن ۹۳ سالگی در ایروان درگذشت.

## نگارخانه

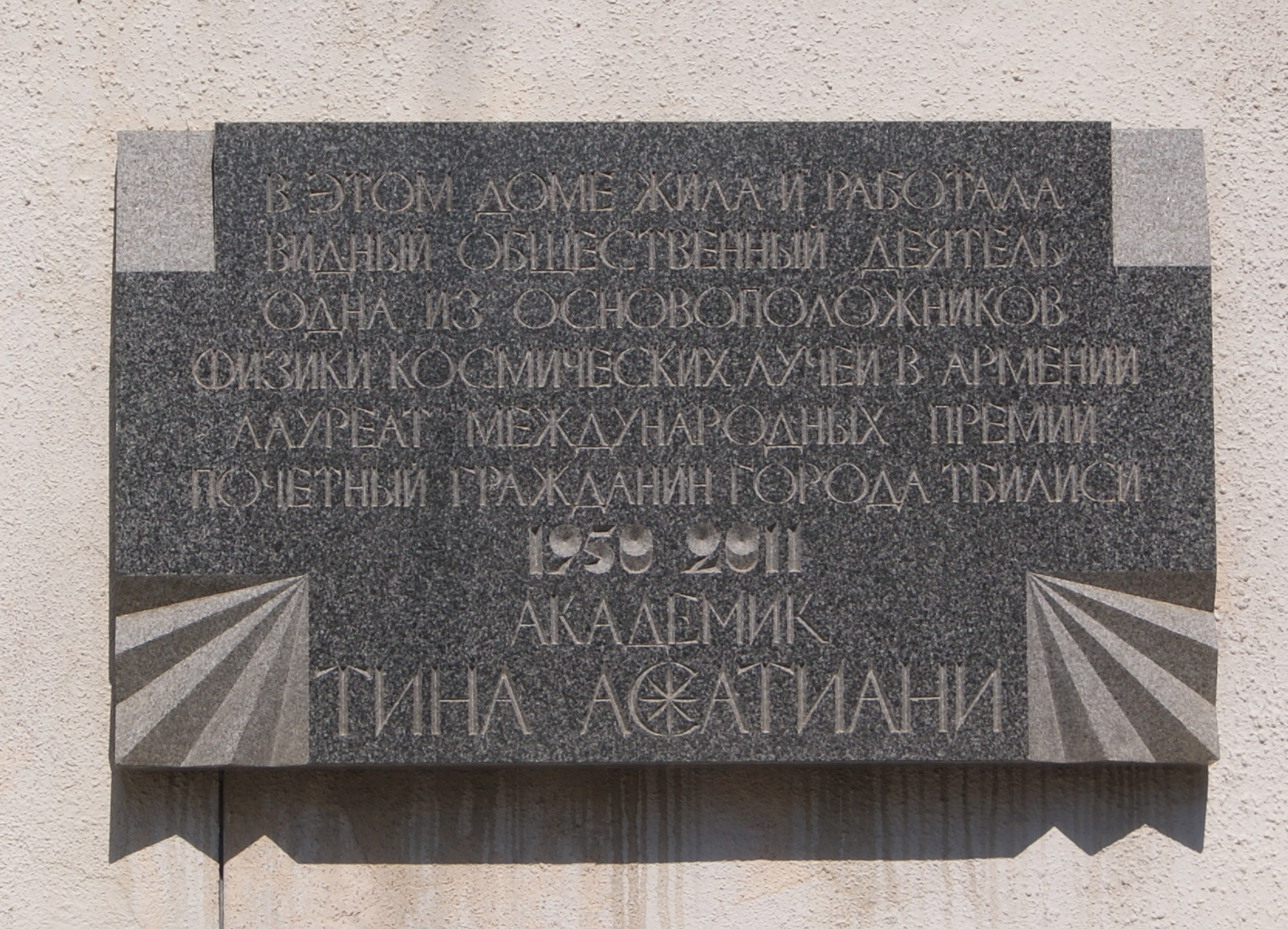
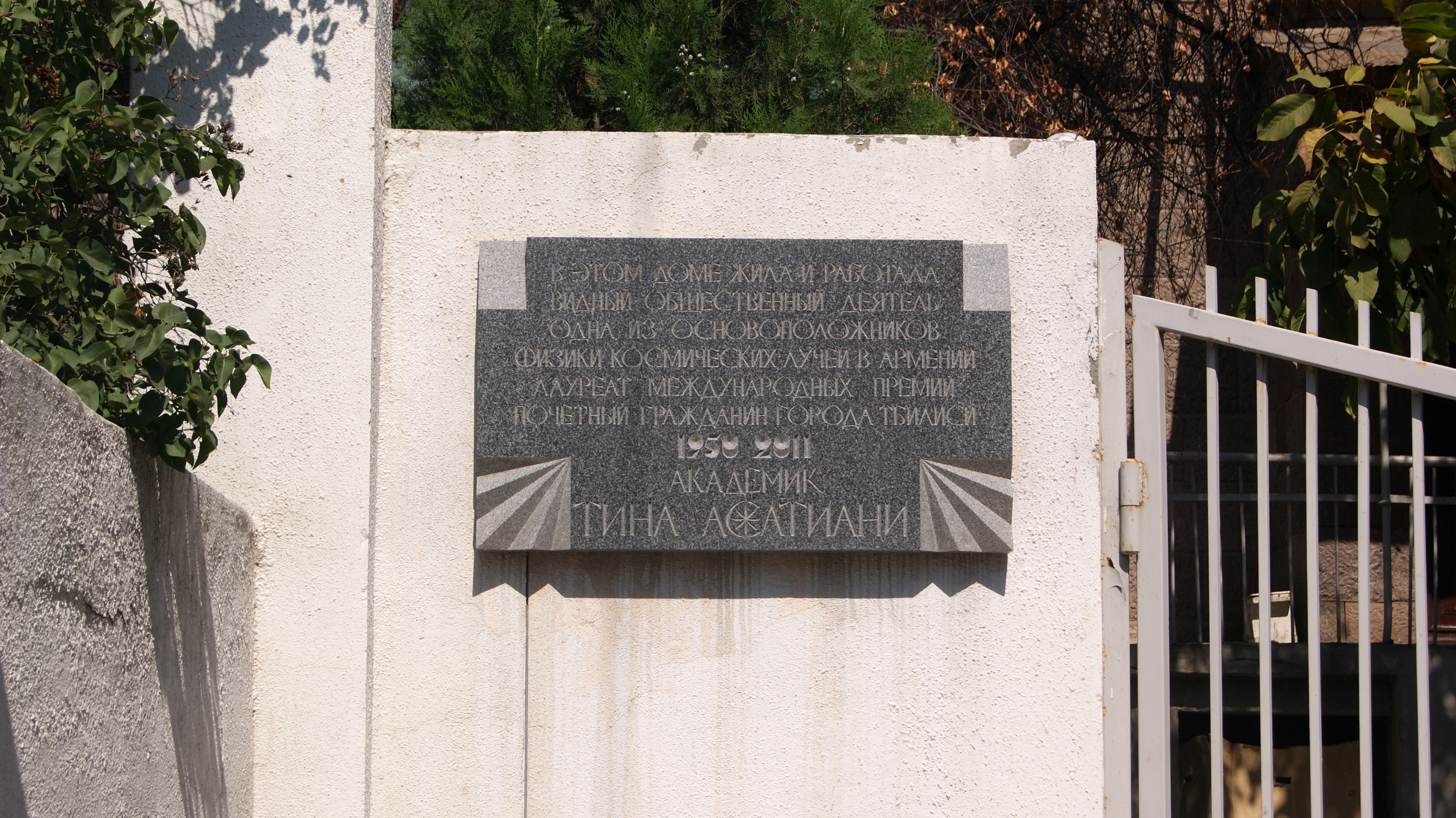

## یادداشت
1. ↑  Transcaucasian Commissariat
2. ↑  ֆիզիկամաթեմատիկական գիտությունների դոկտոր
3. ↑  Ջորջ Սորոսի անվան հիմանդրամի պատվավոր պրոֆեսոր/Soros Prize